# 科学学

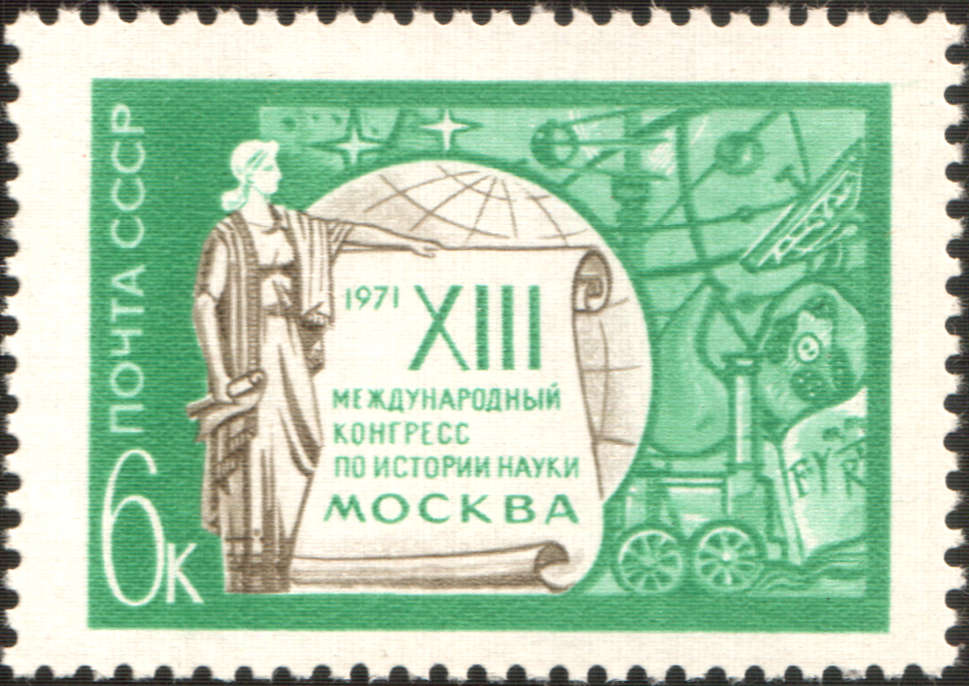
科学学圖像意象。蘇聯郵票1971年CPA 4006郵票（科學、歷史象徵與紀念捲軸）

科学学是一门主要以经验方法对科学进行整体研究的综合性学科。是自然科学和社会科学综合产生的新兴交叉学科。是关于科学的科学。
科学学向人们回答的问题主要是：究竟什么是科学（要用定义说话）？科学都有些什么特征、内容、使命和规矩等等。